# گئورگی دیمیتروف (بازیکن فوتبال، زاده ۱۹۶۶)
گئورگی دیمیتروف (بلغاری: Георги Димитров؛ زادهٔ ۱۰ سپتامبر ۱۹۶۶) بازیکن فوتبال اهل بلغارستان است.
از باشگاه‌هایی که در آن بازی کرده است می‌توان به باشگاه فوتبال آلتای اسپور، باشگاه فوتبال لفسکی صوفیه، و باشگاه ورزشی رئال مایورکا اشاره کرد.
وی همچنین در تیم ملی فوتبال بلغارستان بازی کرده است.